# Sistema ottico
Un sistema ottico è un sistema in grado di modificare la propagazione della luce. Può essere formato da lenti e/o specchi, in modo più o meno complesso.

## Tipologie

### Sistema diottrico
Un sistema diottrico è un sistema ottico che modifica la propagazione della luce per rifrazione. Un esempio di sistema diottrico è la lente.

### Sistema catottrico
Un sistema catottrico è un sistema ottico che modifica la propagazione della luce per riflessione. Un esempio di sistema catottrico è lo specchio.

### Sistema catadiottrico
Un sistema catadiottrico è un sistema ottico che modifica la propagazione della luce per rifrazione e riflessione.